# Свещена лига (1571)
Вижте пояснителната страница за други значения на Свещена лига.
Свещената лига (на испански: Liga Santa; на италиански: Lega Santa) от 1571 г. е военен съюз, сключен на 20 май 1571 г. в Рим между папа Пий V, Испания, Венеция и Генуа, за да се прекрати експанзията на Османската империя в Средиземно море. Освен това към нея принадлежат херцогствата Савоя, Флоренция, Парма и Урбино също Малтийските рицари.
Главнокомандващ на съюзническия флот е Хуан Австрийски. На 7 октомври 1571 г. се състои Морската битка при Лепанто южно от малкия гръцки остров Оксия, в която е победен османския флот, командван от Али паша. След като Венеция сключва 1573 г. сепаративен мир с Константинопол и така признава формално загубата на Кипър, лигата се прекратява.